# لويس كوبيروس
كان لويس ماري آن كوبيروس (10 يونيو 1863 – 16 يوليو 1923) روائيًا وشاعرًا هولنديًا. تحتوي أعماله الكاملة على مجموعة واسعة من الأنواع الأدبية: الشعر الغنائي والروايات التاريخية والسايكولوجية والروايات القصيرة والقصص القصيرة والحكايا الخرافية والمقالات الأدبية النقدية في الصحف والقصص المصورة. يعتبر كوبيروس واحدًا من أشهر الشخصيات في الأدب الهولندي. في عام 1923، منح كوبيروس جائزة مؤسسة تولينز.
سافر كوبيروس وزوجته في أرجاء واسعة من أوروبا وآسيا، وكتب في وقت لاحق مقالات عديدة في أدب السفر نشرت بصورة أسبوعية.

## شبابه
ولد لويس ماري آن كوبيروس في 10 يونيو من عام 1863 في ماوريتسكيد 11 في لاهاي، هولندا، لعائلة كانت تقيم في هولندا منذ زمن بعيد من شعب الهندو، وكانت العائلة تنتمي إلى طبقة النبلاء الكولونياليين من ملاك الأراضي في الهند الشرقية الهولندية. وكان لويس الابن السابع والأصغر لجون ريكوس كوبيروس (1816 - 1920)، الذي كان إداريًا كولونياليًا بارزًا ومحاميًا ومالك أراض أو لوردًا لملكية تجيبوكو الخاصة في جاوة، وكاثرينا جويرترويدا رينست (1829 - 1893). كان لويس من جهة والده حفيد ابن أبراهام كوبيروس (1752 - 1813)، حاكم مالاكا، وويليم جيكوب كرانسين (1762 - 1821)، حاكم أمبون من نسب أوراسي من جهة الأم يعود حتى أواسط القرن الثامن عشر.
كان 4 من أخوة كوبيروس قد توفوا قبل ولادته. عُمد كوبيروس في 19 من شهر يوليو من عام 1863 في كنيسة الوالوان في لاهاي. حين بلغ لويس سن ال 5 كانت شقيقته، ترودي، تبلغ من العمر 12 عامًا وشقيقه الأصغر، فرانس، يبلغ من العمر 11 عامًا. في لاهاي حضر كوبيروس دروسًا في مدرسة السيد ويرز الداخلية، حيث التقى للمرة الأولى بصديقه المستقبلي هنري فان بوفن. في 6 من شهر نوفمبر من عام 1872 رحلت أسرة كوبيروس عن منزلها وسافرت عبر القطار إلى دين هيلدر وصعدت على متن السفينة البخارية برينس هيندريك، التي ستعيدهم إلى الهند الشرقية الهولندية. وصلت الأسرة في 31 من شهر ديسمبر من عام 1872 إلى باتافيا، حيث أمضت الليلة في الفندق الشهير في تلك الآونة هوتيل دي إنديز. استقرت الأسرة في منزل في باتافيا كان يقع في كونينغزبلاين، وعادت والدة كوبيروس وشقيقه فرانز (الذي كان يعاني من التهاب البريتون) إلى هولندا في شهر ديسمبر من عام 1873، ومن ثم عادت والدته إلى الهند الشرقية الهولندية في شهر أبريل من عام 1874. وبذلك أمضى كوبيروس جزءًا من سنوات شبابه (1873 - 1878) في الهند الشرقية الهولندية وذهب إلى المدرسة في باتافيا.

هنا التقى كوبيروس بابنة عمه، إليزابيث كوبيروس باود، للمرة الأولى. في روايته دي زفالوفين نيرغيستريكن (يحط السنونو)، كتب كوبيروس عن سنوات شبابه: 
«نحن أبناء عم، وقد كنا نلعب سوية. رقصنا سوية في حفلات الأطفال. وما تزال لدينا صورنا حين كنا أطفالًا. كانت ترتدي زي المركيزة وكنت أرتدي زي الخادم. كان ثوبي مصنوعًا من المخمل الأسود وكنت فخورًا بشدة بتقليدي الساخر الأول». 
في الهند الشرقية الهولندية، التقى كوبيروس أيضًا بصهره المستقبلي للمرة الأولى، جيرارد دي لا فاليت (كاتب وموظف في الحكومة الهندية الهولندية تزوج شقيقته ترودي)، الذي كتب في عام 1913 حول علاقته بكوبيروس:
التقينا للمرة الأولى في باتافيا، حين كان ولدًا يبلغ من العمر 10 سنوات وكنت أنا يافعًا. كنا نرى بعضنا بعضًا لفترات متقطعة طويلة. وعلى الرغم من ذلك كنت أراه كفاية، كولد وكيافع، إلى درجة أننا طورنا علاقة جيدة وودية.
بعد إنهائه مدرسته الابتدائية، التحق كوبيروس بمدرسة فيليم الثالث الداخلية في باتافيا. في صيف عام 1878 عاد كوبيروس مع أسرته إلى هولندا حيث عاشوا في منزل في شارع ناساوكادي. في لاهاي أٌرسل كوبيروس إلى مدرسة إتش بي إس، وأمضى خلال هذه الفترة من حياته وقتًا طويلًا عند أسرة فليلاندر هاين (كانت شقيقته زوجة بنجامين ماريوس فليلاندر هاين)، وكان ابنهما، فرانسوا إيميل فليلاندر هاين (1882 - 1919)، لاحقًا ابن أخته المفضل الذي ساعده في عمله الأدبي. في مدرسة إتش بي إس التقى كوبيروس بصديقه اللاحق فرانس نيتشر، وخلال هذه الفترة من حياته قرأ كوبيروس روايات من تأليف إيميل زولا وأويدا (التقى بالأخير في فلورنسا بعد سنوات). وحين لم تتحسن درجات كوبيروس في المدرسة، أرسله والده إلى مدرسة نال فيها تدريبًا ليصبح مدرسًا للغة الهولندية. في عام 1883 انضم كوبيروس إلى الأوبرا التي كتبها تشارلز جونو تحية إلى زامورا، واستخدم لاحقًا عناصر من هذه الأوبرا في روايته إيلين فير.

## بداية مسيرة كوبيروس المهنية ككاتب
في عام 1855 وضعت خطة لتأليف أوبريت للأطفال. ألفت فيرجينيا لا تشابل الموسيقى، وكتب كوبيروس الكلمات لدي شون سلابستر إن هيت بوش (الجمال النائم في الغابة). أديت الأوبرا من قبل 100 طفل في كونينكليجكي شوبورغ (المسرح الملكي) في لاهاي. في شهر يناير من عام 1885 كان كوبيروس قد ألف مسبقًا واحدة من أوائل قصائده بعنوان كليوباترا. تضمنت كتابات أخرى من تلك الفترة سونيته آين بورتريت («صورة وجه») وأو غليملاش أوف أو بلومين («ابتسامتك على زهورك»). في عام 1882، بدأ كوبيروس قراءة بيترارك وكانت لديه النية في كتابة رواية عنه، الأمر الذي لم يتحقق، على الرغم من أنه نشر بالفعل الرواية القصيرة إن هيت هويس بيج دين دوم («في المنزل قرب الكنيسة») التي استلهم فيها بيترارك بشكل إجمالي. حين أنهى روايته القصيرة إين ميداغ بيج فيسبازيانو («مساء في فيسبازيانو»)، زار كوبيروس جوهان بوسبوم وزوجته آنا لويزا غيرترويدا بوسبوم توساينت، التي نالت أعمالها إعجابًا كبيرًا من قبل كوبيروس. سمح كوبيروس للسيدة بوسبوم توساينت بقراءة روايته القصيرة، التي وجدتها رواية جيدة جدًا. في عام 1883 بدأ كوبيروس كتابة لاورا، الرواية القصيرة التي نشرت على أجزاء في دي غيدس (مجلة أدبية هولندية) في عامي 1883 و1884. في عام 1885 صدر أول كتاب لكوبيروس (مع الناشر جاي إل بيجيرز مع غلاف للكتاب صممه الرسام لودفيغ فيليم ريميرت فينكيباش)، إين لينت فان فايرزين («شريط قصائد»). في هذه الأيام كان الكاتب كارل فوسماير أحد الأشخاص الذين أثاروا إعجابًا شديدًا لدى كوبيروس لقدرته على تحسس الجمال وذكائه، وكثيرًا ما التقى كوبيروس بفوسماير في الوقت الذين كان يتمشى فيه في وسط لاهاي.
في عام 1883 رأى كوبيروس أداء سارة بيرنهاردت في لاهاي، إلا أن ما أثار إعجابه كان ثيابها أكثر من الأداء نفسه. في السنة التالية، باع جون ريكوس كوبيروس، والد لويس كوبيروس، ملكية الأسرة «تجيكوبو» التي كانت تقع في الهند الشرقية الهولندية وأعطى أوامر ببناء منزل في شارع سورينامسترات 20 في لاهاي. واصل كوبيروس هنا كتابة الشعر ودراسته للشعر الهولندي. في شهر يونيو من عام 1885 عين كوبيروس عضوًا في ماتشابجي دير نيديرلاندس ليتركوندي (تجمع الأدب الهولندي) المرموق، بعد عامين على نشره أورتشيدين. إين بوندل بويتزي إن بروزا («أوركيد. مجموعة شعر ونثر»)، التي تلقت مراجعات متنوعة. كتب الصحفي فيليم جيرارد فان نوهويز أن أورتشيدين كانت تفتقر إلى الجودة، وكان تقييم جيكوب نيكولاس فان هال إيجابيًا، في حين وصفها فيليم كلوس ب «الهراء الأدبي». اجتاز كوبيروس امتحانه في 6 من شهر ديسمبر من عام 1886 وحصل على شهادته التي أتاحت له أن يدرّس في مدارس إعدادية. إلا أنه لم يسع وراء مسيرة مهنية في التدريس وقرر مواصلة كتابة الأدب عوضًا عنها. في نهاية العام 1887 بدأ كوبيروس بكتابة ما سيصبح أشهر رواياته، إلين فير.

## إلين فير، بداية النجاح
بعد فترة قصيرة من كتابة إلين فير، كان كوبيروس قد قرأ الحرب والسلام وآنا كارنينا لليو تولستوي. كانت البنية الأدبية لكتاب كوبيروس إلين فير مشابهة لآنا كارنينا (مقسمة إلى فصول قصيرة). كان كوبيروس قد قرأ أيضًا أشباح، التي كانت مسرحية من تأليف هنريك إبسين، ويشار إلى الشخصية الرئيسية في أشباح حين تصاب إلين فير بهذيان مع إصابتها بالحمى وتصرخ: «يا إلهي، الأشباح تقترب متبسمة»، وأيضًا الانتحار هو نفسه لدى الشخصيات الرئيسية في إلين فير وفي الأشباح بأخذ جرعة زائدة من المورفين. بين 17 من شهر يونيو و4 من شهر ديسمبر من عام 1888، نشرت رواية إلين فير في الصحيفة الهولندية هيت فادرلاند، وكتب أحد النقاد في صحيفة ألغيمين هاندلسبلاد: «لدى الكاتب موهبة». وفي تلك الفترة كتب كوبيروس رواية قصيرة بعنوان إن ستير («نجمة») صدرت في «نيدرلاند» وقام برحلة إلى السويد. خلال هذه الفترة من حياته، كان كوبيروس عضوًا نشطًا في نادي المسرح الذي كان يديره الكاتب مارسيل إيمانتس («أوتيل إي لايتوم» التي تعني مفيد وسعيد)، وهناك التقى بصديق جديد، جوهان هندريك رام، نقيب المرمن الذي سينتحر في وقت لاحق (شهر ديسمبر من عام 1913). في شهر أبريل من عام 1890 نشرت مجلة نيو جيدس (الدليل الجديد)    مراجعة لإلين فير كتبها لودفيج فان ديزل كتب فيها «رواية السيد كوبيروس عمل جيد وأدبي». التقى كوبيروس أيضًا ماوريتس فاغنفورت، الذي دعى كوبيروس والرسام جورج هندريك بريتنر إلى منزله.
صدرت طبعة ثانية لإلين فير في غضون عام. أنهى كوبيروس روايته الثانية نودلوت («القدر») في شهر مايو من عام ١٨٩٠، وكانت هذه الرواية قد نشرت آنذاك في دي غيدس. ومن المحتمل أن كوبيروس قد استلهم الشخصية الرئيسية في نودلوت، فرانك، من صديقه، جوهان هندريك رام، الذي كان شخصية عسكرية قوية وتتمتع بصحة جيدة.